# MG 34
MG 34 (abreviere de la Maschinengewehr 34) a fost o mitralieră fabricată în Germania nazistă începând cu luna decembrie a anului 1934 până în luna martie a anului 1945. MG 34 avea răcire cu aer și folosea cartușul 7.92x57mm Mauser. A fost printre primele mitraliere de uz general, fiind proiectată pentru a fi folosită atât pentru sprijinul ușor, cât și pentru cel mediu. Când era folosită ca o pușcă-mitralieră, MG 34 era dotată cu un crăcan și era alimentată dintr-un încărcător-tambur cu o capacitate de 50 de gloanțe. Când era folosită ca o mitralieră medie, era echipată cu un tripod și era alimentată doar cu benzi de cartușe. În practică însă, infanteriștii germani foloseau crăcanul și benzile de cartușe, MG 34 fiind folosită ca o mitralieră medie clasică. Mitraliera putea fi folosită și ca armă antiaeriană ușoară, folosind tripodul antiaerian Dreibein. Designul armei a fost adaptat pentru a fi instalată pe vehicule blindate (varianta MG 34 Panzerlauf) și avioane (MG 81). 
MG 34 este considerată a fi prima mitralieră de uz general din lume, fiind printre cele mai reușite mitraliere din toate timpurile.

## Istorie
Maschinengewehr 34 a fost proiectată de către Heinrich Vollmer la fabrica de armament Mauser Werke AG, fiind înlocuitoarea mitralierei MG 13 în cadrul Wehrmachtului. Mitraliera MG 34 era bazată pe modelul Solothurn 1930 (MG 30), fabricată de Rheinmetall. MG 34 a devenit mitraliera standard a infanteriei germane, mitraliera jumelată standard a vehiculelor blindate și principala mitralieră defensivă antiaeriană. Deși era superioară ca rată de foc mitralierelor utilizate de Aliați, MG 34 era un model complex, care necesita un proces relativ lung și costisitor de fabricație. Mitraliera necesita și o mentenanță atentă, fiindcă se bloca rapid în cazul în care nu era întreținută corespunzător. Producția nu a fost niciodată suficientă, acesta fiind și motivul apariției mitralierei MG 42, succesoarea modelului MG 34. Deși nu reprezenta un avans tehnologic major față de predecesoarea sa, MG 42 era mult mai ușor de fabricat (durata fabricației a fost redusă la jumătate), fiind asamblată din piese ștanțate, și costa cu 30% mai puțin decât MG 34.

## Caracteristici

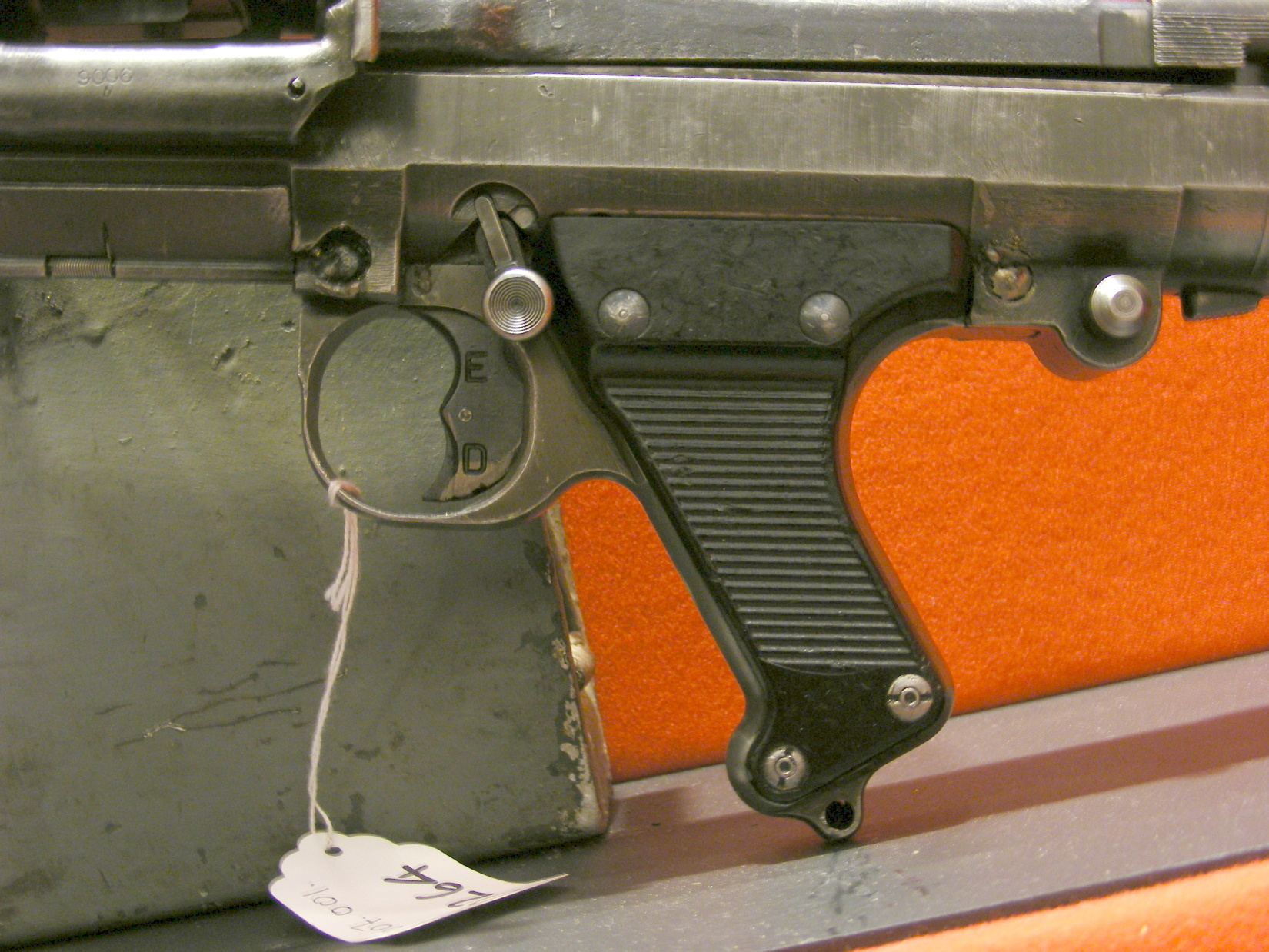
Trăgaciul dublu prin care mitraliera era acționată semiautomat sau automat.

MG 34 putea fi alimentată atât din cutii port-bandă, cât și direct cu benzi de cartușe. Benzile aveau de obicei 50 de gloanțe, însă puteau fi îmbinate între ele pentru a executa foc susținut. Benzile cu 250 de cartușe erau livrate în general mitralierelor instalate în fortificații (precum buncărele). Încărcătoarele-tambur aveau de obicei o bandă cu 50 de gloanțe sau 75 de gloanțe în varianta dublă (care avea forma unei șa). În cazul în care era folosit un încărcător-tambur, arma necesita unele modificări pentru a putea fi alimentată cu gloanțe. Din anul 1941 au fost utilizate exclusiv benzile de cartușe.
Țeava mitralierei era proiectată pentru a fi schimbată ușor în cazul unui tir prelungit. Operațiunea prin care era schimbată țeava încălzită cu una de rezervă dura câteva secunde. Manualul mitralierei recomanda schimbarea țevii după 250 de gloanțe (trase în serii scurte/lungi sau continuu). O caracteristică unică a mitralierei era trăgaciul dublu. Prin apăsarea muchiei de sus arma trăgea semiautomat, iar prin acționarea muchiei inferioare mitraliera trăgea la foc automat. Deși era o metodă inovatoare, în cazul mitralierei MG 42 s-a renunțat la această caracteristică din cauza complexității. 
Mitraliera MG 34 putea fi fixată pe un crăcan (denumit și bipied) sau pe un trepied. Existau două tipuri de trepiede: unul ușor (6.75 kg) și unul greu (23.6 kg). Trepiedul mai greu, denumit Laffette 34, avea lunetă de vizare telescopică și un sistem prin care putea executa foc indirect. Trepiedul mai mic, denumit Dreibein 34, putea fi ridicat la maxim pentru a executa trageri antiaeriene și era dotat cu un sistem de vizare specific.

## Variante

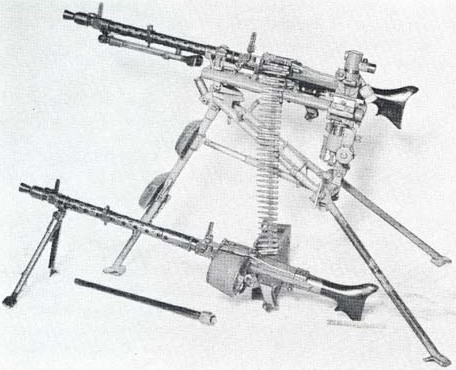
O mitralieră MG 34 fixată pe crăcan (cu încărcătorul tambur) și o mitralieră MG 34 montată pe trepied (alimentată cu benzi de cartușe)

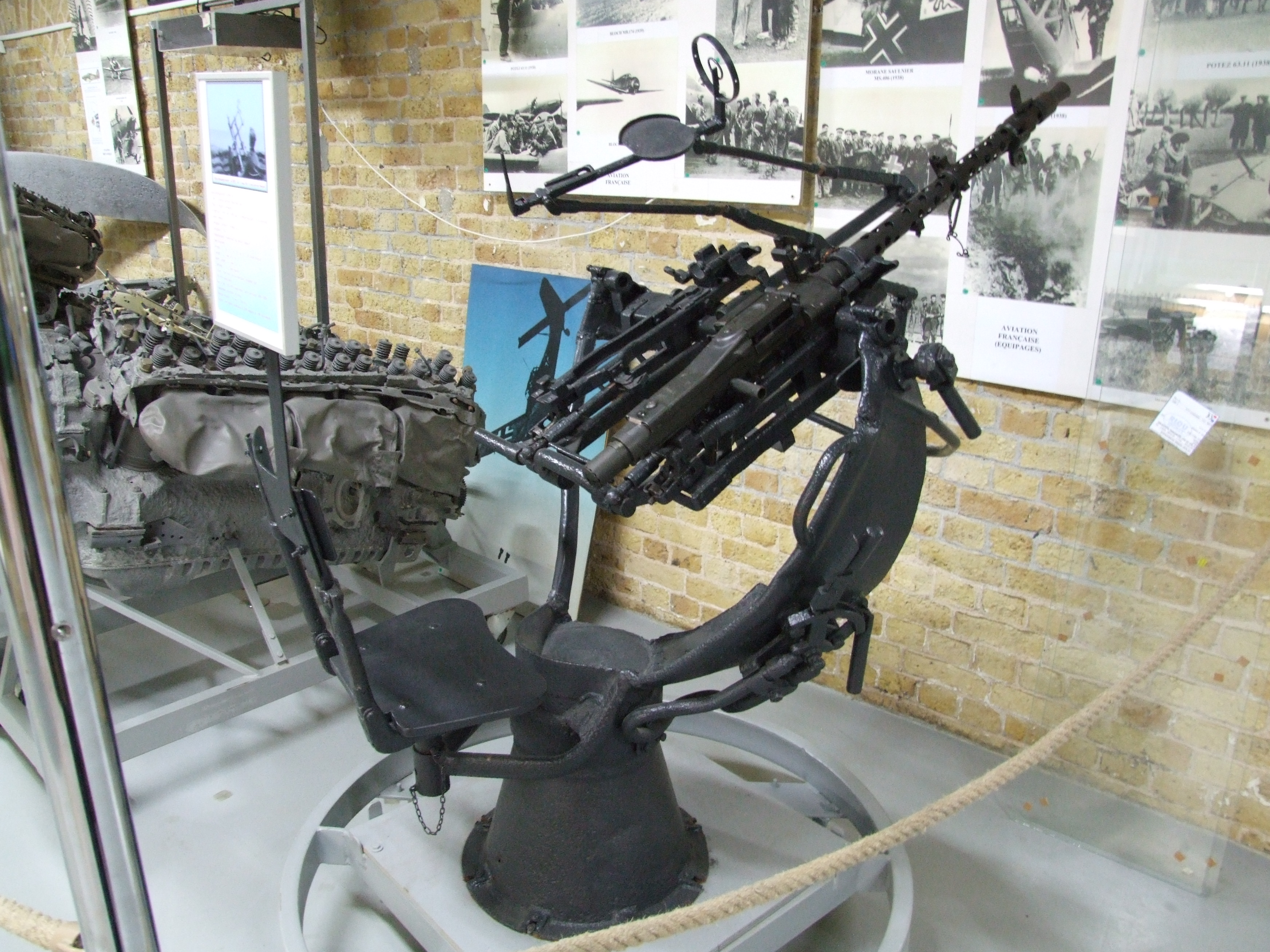
MG 34 Flak

### MG 34/41(MG 34S)
Versiunea MG 34/41 (denumită și MG 34S) a fost proiectată pentru a avea o rată de foc mai mare, de 1200 de cartușe pe minut. Spre deosebire de modelul standard, MG 34/41 avea modificări la țeavă (era mai scurtă, fiind modificată pentru a permite o cadență ridicată), un trăgaci mai simplu și putea trage doar la modul automat. Greutatea a crescut la 14 kg. Această versiune a fost fabricată în cantități mici, fiindcă MG 42 s-a dovedit a fi superioară.

### MG 34 Panzerlauf
Majoritatea vehiculelor blindate ale Germaniei naziste erau echipate cu varianta MG 34 Panzerlauf (denumită uneori MG 34-T). Mitraliera MG 42 nu era potrivită pentru o armă jumelată din cauza modului în care era schimbată țeava. Principala diferență dintre varianta Panzerlauf și cea standard era învelișul țevii, mult mai solid, mai greu și aproape lipsit de orificiile de aerisire prezente la țeava standard. Versiunile montate pe tancuri nu aveau patul armei. În interiorul blindatelor exista o trusă de conversie rapidă a mitralierei pentru a fi folosită ca armă portativă a infanteriei. Aceasta conținea patul armei, un crăcan și sistemul de ochire. 

### MG 81
Mitraliera MG 34 a fost modificată pentru a fi montată pe avioane. Această versiune, denumită oficial MG 81, putea fi alimentată cu gloanțe din ambele părți (stânga sau dreapta). MG 81 a fost acceptată de Luftwaffe în 1938 și a intrat în producție în 1939. A existat și un model care folosea două mitraliere și un singur trăgaci. Acesta era denumit MG 81Z (de la zwilling: geamăn în limba germană). Deși varianta MG 81 era superioară modelelor MG 15 și MG 17 (bazate pe mitraliera MG 30), din cauza producției insuficiente aceste mitraliere învechite au fost utilizate până la sfârșitul războiului. MG 81 avea o cadență ridicată (între 1000 și 1200 de cartușe pe minut) și avea doar sistemul de tragere automat (nu putea trage foc cu foc). Cadența de foc superioară era obținută prin modificări la țeavă și prin utilizarea unui arc recuperator puternic.

## Utilizatori

Cuib de mitralieră MG 34 al soldaților români pe Frontul de est

- Germania nazistă
- Finlanda
- Franța
- Israel
- Italia
- Ungaria
- Portugalia
- România
- Spania
- Slovacia
- Vietnam